# Séismes de 1917 au Guatemala
Les séismes de 1917 au Guatemala sont une série de séismes qui se produisent au Guatemala, du 17 novembre 1917 au 24 janvier 1918. Les secousses augmentent en intensité jusqu'à détruire complètement la ville de Guatemala et endommagent fortement les ruines d'Antigua Guatemala qui avaient survécu aux séismes de 1773.

## Séismes

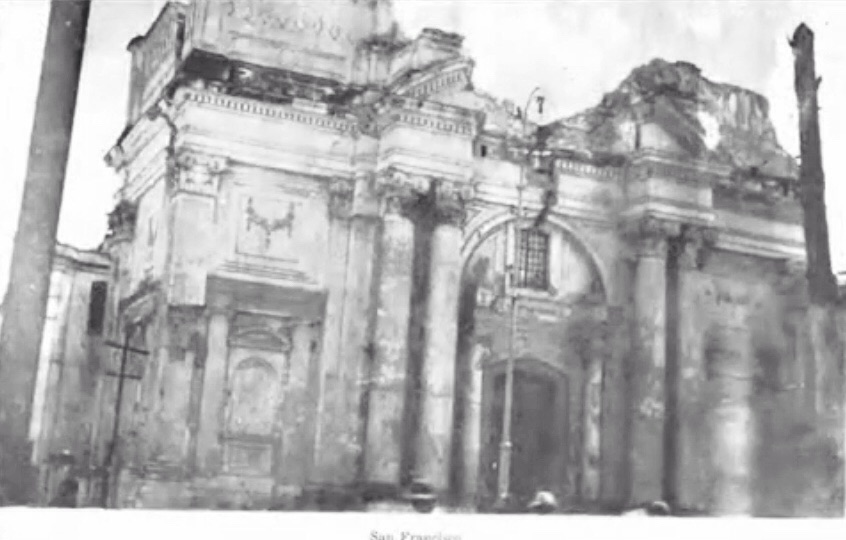
La cathédrale San Francisco de Guatemala après le séisme

L'activité sismique débute le 17 novembre 1917 et commence déjà à endommager plusieurs bâtiments dans la région d'Amatitlán. Les 25 et 29 décembre et les 3 et 24 janvier, des secousses plus importantes sont ressenties dans tout le reste du pays et détruisent la plupart des infrastructures de Guatemala et d'Antigua Guatemala.

## Dégâts matériels et traitement médiatique
Parmi les bâtiments détruits, plusieurs proviennent des programmes d'embellissements du Guatemala du président José María Reina Barrios et de son secrétaire Próspero Morales, ainsi que de son successeur Manuel Estrada Cabrera. Le journal Diario de Centro América (en), un organe de presse quasi-officiel, parvient à publier deux numéros par jour pendant deux mois afin de rendre compte de l'ampleur des dommages, malgré le fait qu'il soit lui-même imprimé dans les décombres. Le journal se met également à critiquer le gouvernement pour dénoncer la lenteur et l'inefficacité des secours et des activités de reconstruction.
L'un des articles indique que plusieurs œuvres représentant Jésus ont été sauvées car, à la suite de la première secousse, avaient été retirées de leurs églises parce qu'elle ne voulaient plus[pas clair] se trouver dans une ville où le luxe, l'impunité et la terreur se propageaient. Ce même journal vante le travail de l'Assemblée nationale qui vote d'excellentes lois, mais mentionne du même coup que personne ne respecte la loi. En mai 1918, la une du journal indique que plusieurs débris jonchent toujours les rues de la capitale.

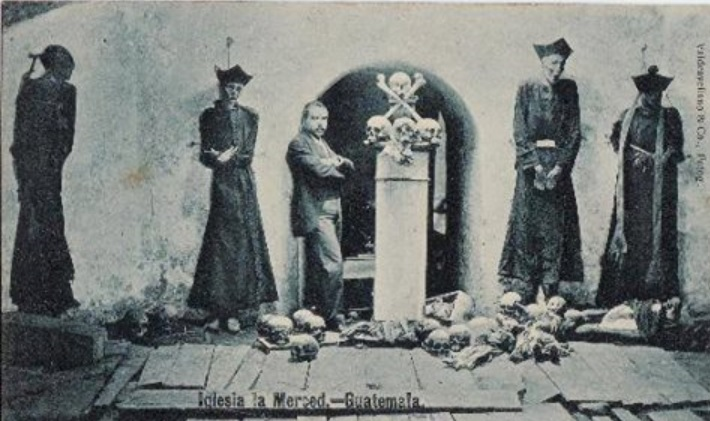
Momies de l'église de La Merced sorties de leur tombe à la suite des secousses.

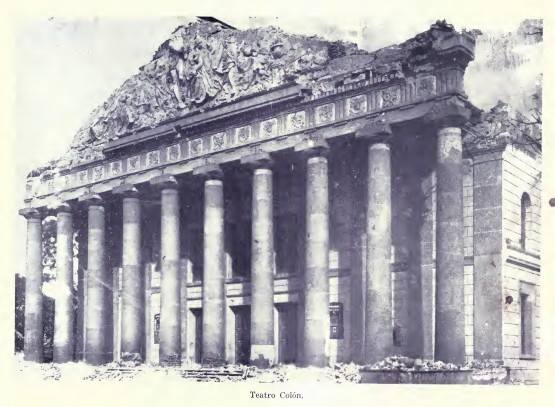
Théâtre Colomb après les séismes de 1917–1918. Il sera démoli en 1923.

Le magazine français L'Illustration, publié le 12 janvier 1918, rapporte via un télégramme du 31 décembre 1917 que la ville de Guatemala est complètement détruite, que plus de 200 000 personnes sont désormais sans-abri et que le nombre de victimes est de près de 2 000. En 1920, le prince Guillaume de Suède visite le Guatemala durant un périple à travers l'Amérique centrale et transite via la capitale et Antigua Guatemala où il constate que les efforts de reconstructions ne sont toujours pas achevés et que les villes semblent encore en ruines. Une dense poussière parsème la ville, rendant les visiteurs malades et une maison sur trois seulement est occupée, car les autres sont toujours dans un fort état de délabrement.
Les édifices publics comme les écoles, les églises, les théâtres et les musées sont particulièrement touchés et plusieurs débris continuent de joncher les trottoirs adjacents à ceux-ci.

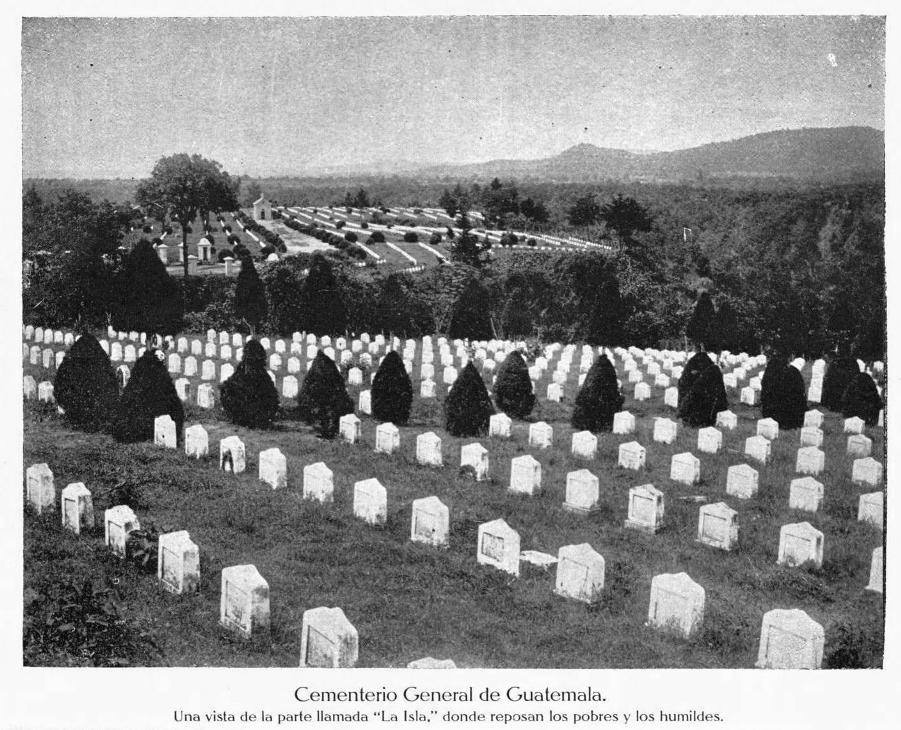
Cimetière de Guatemala avant les séismes de 1917.

Le Cementerio de la Ciudad de Guatemala (Cimetière de la ville de Guatemala) est complètement démoli dans la nuit du tremblement de terre. Plus de huit mille cadavres sont exhumés par les secousses et, considérant les risques de propagation de la peste, les autorités s'en débarrassent dans un grand feu. Les tombes sont toujours ouvertes en 1920 et aucun effort n'est fait pour les restaurer dans leurs conditions originales.
Finalement, le prince Wilhelm montre la situation au reste du monde, ce qui permet au pays de recevoir de l'aide sous forme monétaire et des biens par bateau via le port de Puerto Barrios. Malheureusement, une partie de ces sommes sont détournés par la présidence et les provisions sont vendues au Honduras.

## Conséquences politiques

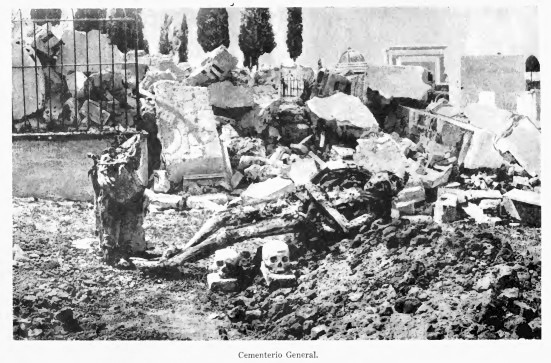
Cadavres déterrés au Cimetière de Guatemala.

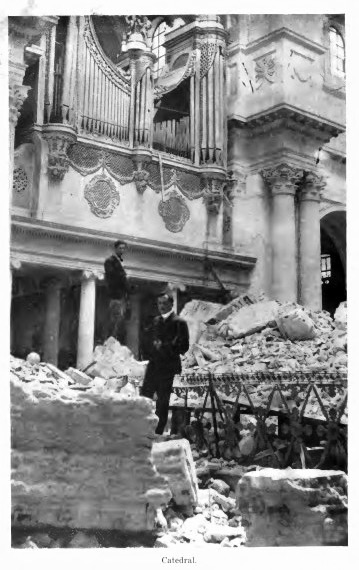
Intérieur de la Cathédrale de Guatemala après les séismes.

Les séismes marquent le déclin de la longue présidence de Manuel Estrada Cabrera, au pouvoir depuis en 1898. L'opposition commence à se former lorsqu'il devient évident que le président est incapable de procéder aux efforts de reconstruction. Lors d'un entretien avec le prix Nobel de littérature Miguel Ángel Asturias en 1970, le journaliste et critique littéraire Günter W. Lorenz rapporte avoir demandé à l'auteur pourquoi il avait commencé à écrire et l'auteur répond : « à 22 h 25 le 25 décembre 1917, un tremblement de terre a complètement détruit complètement ma ville. Je me souviens avoir vu quelque chose comme un immense nuage couvrant la Lune. J'étais dans une cave, un trou dans le sol ou une grotte, ou quelque chose comme ça. À ce moment, j'ai écrit mon premier poème, une chanson d'adieu au Guatemala. Plus tard, j'étais vraiment triste face au nettoyage des débris et à l'injustice sociale apparente. ». Alors âgé de 18 ans, cette expérience amène Asturias à commencer à écrire Los mendigos políticos qui deviendra par la suite la nouvelle Monsieur le Président.
L'évêque de Facelli, Piñol y Batres de la famille Aycinena, commence à dénoncer les politiques du gouvernement dans ses prêches à l'église San Francisco en 1919. C'est alors la première fois que l'Église catholique s'oppose au président. L'opposition gagne rapidement des groupes syndicaux et l'association étudiante de l'université Estrada Cabrera. Cabrera est finalement renversé le 14 avril 1920.